# GPR64
G protein spregnuti receptor 64 je protein koji je kod ljudi kodiran GPR64 genom.

## Literatura
- Obermann H; Samalecos A; Osterhoff C;  . (2003). „HE6, a two-subunit heptahelical receptor associated with apical membranes of efferent and epididymal duct epithelia”. Mol. Reprod. Dev. 64 (1): 13—26. PMID 12420295. doi:10.1002/mrd.10220.
- Strausberg RL; Feingold EA; Grouse LH;  . (2003). „Generation and initial analysis of more than 15,000 full-length human and mouse cDNA sequences”. Proc. Natl. Acad. Sci. U.S.A. 99 (26): 16899—903. PMC 139241 . PMID 12477932. doi:10.1073/pnas.242603899.
- Olsen JV; Blagoev B; Gnad F;  . (2006). „Global, in vivo, and site-specific phosphorylation dynamics in signaling networks”. Cell. 127 (3): 635—48. PMID 17081983. doi:10.1016/j.cell.2006.09.026.